# Chalo-Saint-Mars
Chalo-Saint-Mars là một xã ở tỉnh Essonne thuộc vùng Île-de-France miền bắc nước Pháp.
Theo điều tra dân số năm 1999, dân số xã này là 1.094 người. Ước tính dân số năm 2007 là 1.137.
Danh xưng cư dân địa phương Chalo-Saint-Mars trong tiếng Pháp là Chaloins.